# Jan Henkels
Jan Henkels eller Jan Heukels (født 1722, død 1788 i Amsterdam, Nederlandene) var en nederlandsk urmager der boede i Amsterdam og arbejdede i sin urmagerværksted i Vijzelstraat, Heiligen Weg og senere ved Het Singel.
Henkels var aktiv fra 1742 til 1778.
Der er stadig mange af hans standerure og bordure der dukker op på auktioner, og der formodes at han havde et produktiv virksomhed. Han er nævnt som en af de formemme butiksindehavere i Amsterdam.
Særlige kendetegn er at urepladen ofte havde figurer der kunne bevæge, som bland andet en vindmølle og en fisker eller nogle musikanter der spiller på deres instrumenter.